# Fulcrifera
Fulcrifera is een geslacht van vlinders van de familie bladrollers (Tortricidae), uit de onderfamilie Olethreutinae.

## Soorten
- F. affectana (Kennel, 1901)
- F. aphrospila (Meyrick, 1921)
- F. cirrata Diakonoff, 1987
- F. crotalariae Razowski & Brown, 2012
- F. deltozyga (Meyrick, 1928)
- F. fulturana Kuznetsov, 1992
- F. fumida Kuznetsov, 1971
- F. halmyris (Meyrick, 1909)
- F. leucophaea Diakonoff, 1983
- F. luteiceps (Kuznetsov, 1962)
- F. mongolica Danilevsky & Kuznetzov, 1968
- F. noctivaga Razowski, 1971
- F. periculosa (Meyrick, 1913)
- F. psamminitis (Meyrick, 1913)
- F. refrigescens (Meyrick, 1924)
- F. tricentra (Meyrick, 1907)